# Маккензи, Марк (футболист)
Марк Александер Маккензи (англ. Mark Alexander McKenzie; 25 февраля 1999, Бронкс, Нью-Йорк, Нью-Йорк, США) — американский футболист, защитник клуба «Тулуза» и сборной США.

## Клубная карьера
Маккензи — воспитанник клуба «Филадельфия Юнион». В 2016 году он начал привлекаться в фарм-клуб «Бетлехем Стил», дебютировав в USL 5 июня в матче против «Нью-Йорк Ред Буллз II».
В 2017 году Маккензи поступил в Университет Уэйк-Форест и начал выступать за футбольную команду вуза.
18 января 2018 года «Филадельфия Юнион» подписала с Маккензи контракт по правилу доморощенного игрока. 13 апреля в матче против «Орландо Сити» он дебютировал в MLS. По итогам сезона 2018 Маккензи номинировался на награду «Новичок года в MLS», но в голосовании занял третье место. 16 января 2020 года Маккензи подписал с «Филадельфией Юнион» новый контракт до конца сезона 2022 с опцией продления ещё на два сезона. 14 октября в матче против «Ди Си Юнайтед» он забил свой первый гол в MLS. По итогам сезона 2020 Маккензи был включён в символическую сборную MLS, а также номинировался на звание защитника года в MLS, но в голосовании занял второе место.
7 января 2021 года Маккензи перешёл в клуб чемпионата Бельгии «Генк», подписав контракт на 4,5 сезона, до середины 2025 года. По сведениям прессы сумма трансфера составила более $6 млн. За «Генк» он дебютировал 24 января в матче против «Брюгге». 23 апреля 2023 года в матче против «Шарлеруа» он забил свой первый гол за «Генк».

## Международная карьера
В 2018 году в составе молодёжной сборной США Маккензи выиграл молодёжный чемпионат КОНКАКАФ. На турнире он сыграл в матчах против команд Американских Виргинских Островов, Тринидада и Тобаго, Суринама, Мексики, Гондураса и Коста-Рики. В поединках против тринидадцев и виргинцев Марк забил по голу.
В 2019 году Маккензи принял участие в молодёжном чемпионате мира в Польше. На турнире он сыграл в матчах против команд Нигерии, Катара и Франции.
1 февраля 2020 года в товарищеском матче против сборной Коста-Рики Маккензи дебютировал за сборную США.

## Достижения
Командные
«Филадельфия Юнион»
- Победитель регулярного чемпионата MLS: 2020

«Генк»
- Обладатель Кубка Бельгии: 2020/21

сборная США
- Победитель Лиги наций КОНКАКАФ: 2019/20[31]

сборная США до 20 лет
- Победитель молодёжного чемпионата КОНКАКАФ: 2018

Индивидуальные
- Член символической сборной молодёжного чемпионата КОНКАКАФ: 2018[32]
- Член символической сборной Турнира MLS is Back (2020)[33]
- Член символической сборной MLS: 2020